# Даниел Бари
Даниел Томас Бари (на английски: Daniel Thomas Barry) е американски инженер и астронавт на НАСА, участник в три космически полета.

## Образование
Даниел Бари завършва гимназия в родния си град. През 1975 г. получава бакалавърска степен по електроинженерство от Университет Корнел, Итака, Ню Йорк. През 1977 г. става магистър по същата специалност в Университета Принстън, Ню Джърси. През 1980 г. защитава докторат по философия в същото висше учебно заведение.

## Служба в НАСА
Даниел Бари е избран за астронавт от НАСА на 31 март 1992 г., Астронавтска група №14. Той взима участие в три космически полета и има 734 часа в Космоса. Има в актива си четири космически разходки с обща продължителност 25 часа и 53 минути.

### Космически полети
| Космически полети на Даниел Томас Бари                   | Космически полети на Даниел Томас Бари | Космически полети на Даниел Томас Бари | Космически полети на Даниел Томас Бари | Космически полети на Даниел Томас Бари | Космически полети на Даниел Томас Бари | Космически полети на Даниел Томас Бари |
| №                                                        | Дата                                   | КК                                     | Емблема на мисията                     | Функции                                | Продължителност                        |                                        |
| -------------------------------------------------------- | -------------------------------------- | -------------------------------------- | -------------------------------------- | -------------------------------------- | -------------------------------------- | -------------------------------------- |
| 1                                                        | 11 януари 1996                         | „Индевър“, мисия STS-72                |                                        | Специалист на мисията                  | 8 денонощия 22 часа 01 мин. 47 сек.    |                                        |
| 2                                                        | 27 май 1999                            | „Дискавъри“, мисия STS-96              |                                        | Специалист на мисията                  | 9 денонощия 19 часа 13 мин. 57 сек.    |                                        |
| 3                                                        | 10 август 2001                         | „Дискавъри“, мисия STS-105             |                                        | Специалист на мисията                  | 11 денонощия 21 часа 13 мин. 52 сек.   |                                        |
| Сумарно време в Космоса – 30 денонощия 14 часа 27 минути |                                        |                                        |                                        |                                        |                                        |                                        |